# Pala Magrini
La Pala Magrini è un dipinto a tempera su tavola di Filippino Lippi, databile al 1483 circa e conservata nella chiesa di San Michele in Foro a Lucca.

## Descrizione e stile
La pala, relativa alla fase giovanile dell'artista alla bottega di Botticelli, mostra quattro santi allineati in piedi sullo sfondo di un boschetto di cui si intravede il fogliame oltre un cielo azzurro. Da sinistra si incontrano san Rocco, san Sebastiano, san Girolamo e sant'Elena Imperatrice.
Il dipinto mostra una stretta osservanza dei modi del padre Filippo filtrati però dall'esempio di Botticelli. Rocco ed Elena potrebbero infatti esser scambiati per figure autografe del maestro fiorentino, con il volto della santa che ricorda quella malinconica idealizzazione tipica di capolavori di quegli anni come la Primavera. Solo il chiaroscuro è, già da queste opere, più marcato. Se nelle mani della santa si avverte qualche incertezza, grande perizia è dimostrata nella resa del lievissimo velo trasparente, che cita opere di Filippo Lippi come la Lippina agli Uffizi. 
Inoltre è riscontrabile un certo senso dell'umorismo tipico del giovane Filippino, nel leone amico di san Girolamo che fa timidamente capolino da dietro la sua veste, quasi come si trattasse di un gattone domestico.